# Андреа де Чезарис
Андреа де Чезарис (итал. Andrea de Cesaris), рођен 31. маја 1959. године је бивши италијански возач Формуле 1. У својој каријери је учествовао на 214 трка и освојио укупно 59 поена.